# Rue du Pré-Nian
La rue du Pré-Nian est une voie de Nantes, en France.

## Situation et accès
Située dans le centre-ville de Nantes, la rue du Pré-Nian, qui relie l'allée d'Orléans à la rue Affre, est pavée et n'est croisée que par la rue de la Clavurerie, qui lui est perpendiculaire.

## Origine du nom
Le nom de cette voie vient de l'appellation de cet endroit au Moyen Âge, « prairie d'Aniane », « la prée de Nian ou d'Anion », qui donne plus tard « Pré-Nian ».

## Historique
C'est en ce lieu que Alain Barbe-Torte livra bataille aux Normands qu'il chassa de Nantes en 937, victoire qui le consacra premier duc de Bretagne l'année suivante.
Puis, en 1141, les Templiers s'y installèrent et y organisèrent des joutes, des courses et autres tournois. Leur chapelle ne sera détruite que vers 1828, lors du percement de la rue d'Orléans.
La rue du Pré-Nian ne sera ouverte que vers 1837, avant d'être prolongée en 1856.

## Bâtiments remarquables et lieux de mémoire
À l'extrémité ouest de la voie se dresse la façade est du transept de la basilique Saint-Nicolas.
À l'angle nord de la jonction avec l'allée d'Orléans, une plaque commémorative de la bataille remportée par Alain Barbe-Torte a été apposée en juin 1937, à l'occasion des festivités du millénaire de la libération de Nantes de l'emprise des Vikings.